# It Starts and Ends with You
It Starts and Ends with You – utwór brytyjskiego zespołu alternatywno-rockowego Suede pochodzący z albumu Bloodsports. Wydany 4 lutego 2013 roku przez wytwórnię Warner Music Group w formie digital download.
Pierwszy singiel grupy Suede opublikowany od 2003 roku, kiedy to wydano singiel „Attitude/Golden Gun”